# Morera
|  | Per a altres significats, vegeu «Morera (desambiguació)». |

Les moreres (Morus) són un gènere de plantes angiospermes de la família de les moràcies (Moraceae). Són arbres natius d'Àsia i Amèrica, tot i que avui dia també se'n troben varietats conreades a Europa i Àfrica.

## Descripció
Són arbres caducifolis de grandària petita a mitjana, de creixement ràpid quan són joves, però més lents a mesura que arriben a la maduresa, no solen sobrepassar els 15 m. Poden ser monoics o dioics. Les fulles són alternes, ovals, senceres o lobulades (en els arbres joves, més lobulades que en els adults) i de marges dentats. De color verd brillant i llustroses pel feix, més clares pel revés. Fa petites flors que creixen formant espigues atapeïdes i allargades. Després de la floració (maig o juny), sorgeixen els fruits composts, formats per petites drupes estretament agrupades, entre 2-3 cm de llarg, anomenades mores i de color blanc a vermellós. Els fruits són comestibles, els de Morus nigra i Morus rubra són els de més bon gust, mentre que els de Morus alba solen ser insulsos.
Com totes les moràcies, aquests arbres contenen una substància anomenada làtex en els vasos lactífers.

## Taxonomia
Aquest gènere va ser publicat per primer cop l'any 1753 al segon volum de l'obra Species Plantarum de Carl von Linné (1707-1778).

### Espècies
Dins del gènere Morus es reconeixen les 17 espècies següents:
- Morus alba L. - morera blanca[4]
- Morus boninensis Koidz.
- Morus cathayana Hemsl.
- Morus celtidifolia Kunth
- Morus indica L.
- Morus koordersiana J.-F.Leroy
- Morus liboensis S.S.Chang
- Morus macroura Miq.
- Morus microphylla Buckley
- Morus miyabeana Hotta
- Morus mongolica (Bureau) C.K.Schneid.
- Morus nigra L. - morera negra[5]
- Morus notabilis C.K.Schneid.
- Morus rubra L.
- Morus serrata Roxb.
- Morus trilobata (S.S.Chang) Z.Y.Cao
- Morus wittiorum Hand.-Mazz.

## Usos
Les moreres, especialment l'espècie Morus alba, es conreen per les seves fulles, únic aliment dels cucs de seda, els capolls dels quals s'utilitzen per a fabricar seda. Tant l'arbre com el teixit procedeixen de l'Àsia i van ser desconeguts a Occident fins que, al segle vi, els monjos nestorians van establir la ruta de la Seda.
A part del seu ús com a arbres de cultiu, s'utilitzen com a ornamentals en jardins, passejos i carrers.